# Джейд Найл
Джейд Найл (англ. Jade Nile, род. 15 октября 1992 года, Меса, штат Аризона, США) — американская порноактриса и эротическая фотомодель.

## Биография
Джейд Найл (это сценическое имя актрисы) родилась 15 октября 1992 года в городе Меса, который находится в округе Марикопа, штат Аризона. О биографии до 2013 года известно немного, в 2013 году же она начала появляться в эротических шоу в интернете. Связавшись с агентом, вылетела в Лос-Анджелес, где прошла первое прослушивание в качестве актрисы.
Дебютировала в порноиндустрии в июне 2014 года, в возрасте 22 лет, в фильме для Girls Gone Wild. Работала с такими компаниями, как Blacked, Tushy, Jules Jordan Video, Evil Angel, Girlfriends Films, New Sensations, Reality Kings, FM Concepts, Mile High, Penthouse, Hustler, 3rd Degree, Wicked и Naughty America.
В 2016 году была представлена на премии AVN Awards в номинациях «лучшая новая актриса» и «лучшая сцена триолизма» за Virgin, вместе с мистером Питом и Кейраном Ли.
В 2018 году снялась в своей первой сцене анального секса в фильме First Anal 6, вместе с Хэвен Рэй, Кензи Ривз и Уитни Райт.

## Фильмография
Снялась более чем в 130 фильмах.
Некоторые работы: 1 Room 4 Girls 2, Almost Caught, Black and Blue, Dirty Talkin' Stepdaughters 4, Geeky Gals, Hair Supply, Lesbian Legal 13, My Hotwife Likes It Rough, Office Obsession 3, Sharing Is Caring, Triple BJs.

## Премии и номинации
| Год  | Церемония                   | Результат | Номинация                                         | Работа |
| ---- | --------------------------- | --------- | ------------------------------------------------- | ------ |
| 2015 | Nightmoves                  | Номинация | Лучшая новая старлетка                            | н/д    |
| 2015 | Nightmoves Fan Awards       | Номинация | Лучшая новая старлетка                            | н/д    |
| 2016 | AVN Awards                  | Номинация | Лучшая новая старлетка                            | н/д    |
| 2016 | AVN Awards                  | Номинация | Лучшая сцена втроём М-Ж-М                         | Virgin |
| 2016 | AVN Awards                  | Номинация | Приз зрительских симпатий: самый горячий дебютант | н/д    |
| 2016 | Spank Bank Awards           | Номинация | Best Swallower                                    | н/д    |
| 2016 | Spank Bank Awards           | Номинация | Countess of Contortionism                         | н/д    |
| 2016 | Spank Bank Awards           | Номинация | Следующая суперзвезда порно                       | н/д    |
| 2016 | Spank Bank Awards           | Номинация | Девушка по соседству … только лучше               | н/д    |
| 2016 | Spank Bank Awards           | Номинация | Tightest Twat                                     | н/д    |
| 2016 | Spank Bank Technical Awards | Победа    | Dragon Staff Wizard                               | н/д    |